# Limnephilus politus
Limnephilus politus är en nattsländeart som beskrevs av Mclachlan 1865. Limnephilus politus ingår i släktet Limnephilus och familjen husmasknattsländor. Arten är reproducerande i Sverige. Inga underarter finns listade i Catalogue of Life.